# Адміністративний устрій Вишгородського району
Адміністративний устрій Вишгородського району — адміністративно-територіальний поділ Вишгородського району Київської області на 2 міські, 1 селищну та 28 сільських рад, які об'єднують 57 населених пунктів і підпорядковані Вишгородській районній раді. Адміністративний центр — місто Вишгород.

## Список радВишгородського району
| №  | Назва                          | Центр              | Населені пункти                                        | Площа км² | Місце за площею | Населення (2001), осіб. | Місце за населенням |
| -- | ------------------------------ | ------------------ | ------------------------------------------------------ | --------- | --------------- | ----------------------- | ------------------- |
| 1  | Вишгородська міська рада       | м. Вишгород        | м. Вишгород                                            |           |                 |                         |                     |
| 2  | Славутицька міська рада        | м. Славутич        | м. Славутич                                            |           |                 |                         |                     |
| 3  | Димерська селищна рада         | смт Димер          | смт Димер с. Каменка с. Рикунь                         |           |                 |                         |                     |
| 4  | Абрамівська сільська рада      | с. Абрамівка       | с. Абрамівка с. Дудки с. Савенки                       |           |                 |                         |                     |
| 5  | Богданівська сільська рада     | с. Богдани         | с. Богдани с. Овдієва Нива с. Пилява с. Ритні с. Рихта |           |                 |                         |                     |
| 6  | Вахівська сільська рада        | с. Вахівка         | с. Вахівка с. Любидва                                  |           |                 |                         |                     |
| 7  | Вищедубечанська сільська рада  | с. Вища Дубечня    | с. Вища Дубечня                                        |           |                 |                         |                     |
| 8  | Воропаївська сільська рада     | с. Воропаїв        | с. Воропаїв                                            |           |                 |                         |                     |
| 9  | Гаврилівська сільська рада     | с. Гаврилівка      | с. Гаврилівка с. Тарасівщина                           |           |                 |                         |                     |
| 10 | Глібівська сільська рада       | с. Глібівка        | с. Глібівка                                            |           |                 |                         |                     |
| 11 | Демидівська сільська рада      | с. Демидів         | с. Демидів                                             |           |                 |                         |                     |
| 12 | Жукинська сільська рада        | с. Жукин           | с. Жукин с. Ровжі                                      |           |                 |                         |                     |
| 13 | Катюжанська сільська рада      | с. Катюжанка       | с. Катюжанка с. Гута-Катюжанська                       |           |                 |                         |                     |
| 14 | Козаровицька сільська рада     | с. Козаровичі      | с. Козаровичі                                          |           |                 |                         |                     |
| 15 | Лебедівська сільська рада      | с. Лебедівка       | с. Лебедівка                                           |           |                 |                         |                     |
| 16 | Литвинівська сільська рада     | с. Литвинівка      | с. Литвинівка с. Лісовичі с. Миколаївка                |           |                 |                         |                     |
| 17 | Любимівська сільська рада      | с. Любимівка       | с. Любимівка с. Андріївка с. Сичівка                   |           |                 |                         |                     |
| 18 | Лютізька сільська рада         | с. Лютіж           | с. Лютіж с. Гута-Межигірська                           |           |                 |                         |                     |
| 19 | Нижчедубечанська сільська рада | с. Нижча Дубечня   | с. Нижча Дубечня                                       |           |                 |                         |                     |
| 20 | Новопетрівська сільська рада   | с. Нові Петрівці   | с. Нові Петрівці                                       |           |                 |                         |                     |
| 21 | Новосілківська сільська рада   | с. Новосілки       | с. Новосілки                                           |           |                 |                         |                     |
| 22 | Пірнівська сільська рада       | с. Пірнове         | с. Пірнове                                             |           |                 |                         |                     |
| 23 | Ровівська сільська рада        | с. Рови            | с. Рови с. Круги с. Розтісне с. Федорівка              |           |                 |                         |                     |
| 24 | Руднє-Димерська сільська рада  | с. Рудня-Димерська | с. Рудня-Димерська с. Володимирівка                    |           |                 |                         |                     |
| 25 | Синяківська сільська рада      | с. Синяк           | с. Синяк с. Вороньківка с. Раківка с. Червоне          |           |                 |                         |                     |
| 26 | Старопетрівська сільська рада  | с. Старі Петрівці  | с. Старі Петрівці                                      |           |                 |                         |                     |
| 27 | Сувидська сільська рада        | с. Сувид           | с. Сувид с. Боденьки                                   |           |                 |                         |                     |
| 28 | Сухолуцька сільська рада       | с. Сухолуччя       | с. Сухолуччя                                           |           |                 |                         |                     |
| 29 | Толокунська сільська рада      | с. Толокунь        | с. Толокунь с. Петрівське                              |           |                 |                         |                     |
| 30 | Хотянівська сільська рада      | с. Хотянівка       | с. Хотянівка с. Осещина                                |           |                 |                         |                     |
| 31 | Ясногородська сільська рада    | с. Ясногородка     | с. Ясногородка                                         |           |                 |                         |                     |

* Примітки: м. — місто, смт — селище міського типу, с. — село, с-ще — селище